# Epidesma trita
Epidesma trita är en fjärilsart som beskrevs av Paul Dognin 1911. Epidesma trita ingår i släktet Epidesma och familjen björnspinnare. Inga underarter finns listade i Catalogue of Life.